# Карнс, Роберт
Роберт Карнс (англ. Robert Karnes), полное имя Роберт Энтони Карнс (англ. Robert Anthony Karnes; 19 июня 1917 — 4 декабря 1979) — американский актёр кино и телевидения 1940—1970-х годов.
Карнс сыграл в четырёх фильмах, завоёвывавших премию «Оскар» как лучшая картина — «Лучшие годы нашей жизни» (1946), «Джентльменское соглашение» (1947), «Вся королевская рать» (1949) и «Отныне и во веки веков» (1953). Кроме того, у него были роли в таких престижных картинах, как «Чyдо на 34-й улице» (1947), «Аллея кошмаров» (1947), «Поцелуй смерти» (1947), «Звонить Нортсайд 777» (1948), «Плач большого города» (1948), «Придорожное заведение» (1948) и «Это безумный, безумный, безумный, безумный мир» (1963). Однако в основном это были небольшие и эпизодические роли, и часто его имя не указывалось в титрах.
Более успешно карьера Карнса складывалась на телевидении, где наряду с многочисленными гостевыми ролями он играл одного из главных героев в криминальном сериале «Годы беззакония» (1959—1961), а также постоянную роль помощника окружного прокурора в сериале «Перри Мейсон» (1960—1961).

## Ранние годы и начало карьеры
Роберт Карнс родился 19 июня 1917 года в Уотсонвилле (англ. Watsonville), Калифорния (по другим сведениям, он родился в Падьюке, Кентукки), его имя при рождении — Роберт Энтони Карнс (англ. Robert Anthony Karnes). Он брат актрисы Мэри Эллы Карнс (англ. Mary Ella Karnes), которая использовала псевдоним Молли Маклюр (англ. Molly McClure).
Во время Второй мировой войны Карнс служил в специальных войсках, выступая в составе актёрской труппы под руководством Мориса Эванса.

## Карьера в кинематографе
За свою карьеру, охватившую почти 40 лет, Карнс сыграл во множестве телесериалов, однако более всего его помнят по ролям на большом экране в вестернах и криминальных фильмах, где он благодаря своему крепкому телосложению часто играл характерные роли представителей закона и военных.
После войны Карнс прибыл в Голливуд с намерением стать актёром. На его изысканную внешность сразу же обратили внимание агенты, и уже в 1946 году он сыграл небольшую роль техника-сержанта в успешной послевоенной драме Уильяма Уайлера «Лучшие годы нашей жизни» (1946) с Дэной Эндрюсом и Мирной Лой, которая завоевала восемь «Оскаров».
В последующие годы Карнс играл небольшие роли во многих высоко оцененных фильмах. В частности, в 1947 году он появился в шести фильмах, в том числе, был бывшим военнослужащим в политической драме Элии Казана с Грегори Пеком «Джентльменское соглашение» (1947), которая удостоилась трёх «Оскаров» и ещё пяти номинаций на «Оскар». В том же году у него были небольшие роли в двух значимых фильмах нуар - «Аллея кошмаров» (1947) с Тайроном Пауэром, где он сыграл продавца нелегального спиртного, и «Поцелуй смерти» (1947) с Виктором Мэтьюром, где он сыграл подручного бандита. Другими его фильмами года были популярная рождественская семейная история «Чудо на 34-й улице» (1947), где он был интерном в больнице, мелодрама с Джоан Кроуфорд «Дейзи Кеньон» (1947) и исторический приключенческий экшн с Тайроном Пауэром «Капитан Кастильи» (1947).
В 1948 году у Карнса было восемь фильмов, среди которых фильмы нуар «Звонить Нортсайд 777» (1948) с Джеймсом Стюартом в главной роли, где Карнс был фотооператором, и «Плач большого города» (1948) с Виктором Мэтьюром (1948), где Карнс был врачом. В фильме нуар «Улица без названия» (1948) с Ричардом Уиьмарком и Марком Ствиенсом у Карнса была небольшая роль, а в нуаре «Придорожное заведение» (1948) с Уидмарком и Айдой Лупино он сыграл более значимую роль Майка. У Карнса также была небольшая роль в романтической комедии с Тайроном Пауэром «Удача ирландца» (1948), небольшая роль водителя грузовика в кафе в романтической комедии с Пауэром и Джин Тирни «Такой восхитительный порыв» (1948), а в сельской комедии «Скудда-у! Скудда-эй!» (1948) он сыграл важную роль жестокого сына новой жены фермера, который пытается завладеть его фермой.
В 1949 году Карнс получил небольшую роль законодателя в политическом нуаре с Бродериком Кроуфордом как «Вся королевская рать» (1949), который получил три «Оскара» и ещё четыре номинации на «Оскар». В фильме нуар «Попавший в ловушку» (1949) Карнс сыграл агента секретной службы, который ведёт охоту на группу фальшивомонетчиков. Карнс также запомнился по роли безжалостного отпрыска упаковщика мяса Брока Стивенса, который намеревается ограбить скотоводов, в вестерне «Холмы в Оклахоме» (1950). Он также появился в вестерне с Рэндольфом Скоттом «Кольт сорок пятого калибра» (1950), был священником в фильме нуар с Дэной Эндрюсом «Край гибели» (1950) и детективом в фильме нуар с Джеймсом Кэгни «Распрощайся с завтрашним днём» (1950).
В 1951 году у Карнса было девять фильмов, большинство из которых были невысокого качества. Наиболее значимым среди них был социальный нуар с Джоном Гарфилдом «Он бежал всю дорогу» (1951), где Карнс сыграл важную роль лейтенанта полиции. У него также была небольшая роль в тюремном фильме нуар со Стивом Кокраном «За стенами тюрьмы Фолсом» (1951). Год спустя Карнс появился в восьми фильмах, среди которых наиболее значимыми были военный боевик с Джеффом Чандлером «Экспресс «Красный шар»» (1952), где Карнс был инженером-капитаном, и фильм нуар с Джорджем Рафтом «Кредитная акула» (1952), где Карнс был лейтенантом полиции, а также музыкальная комедия с Дином Мартином и Джерри Льюисом «Попрыгунчик» (1952), где Карнс был штабным офицером. У Карнса также были роли в приключенческой мелодраме Жана Ренуара с Джин Питерс «Пленники болот» (1952) и в комедии с Бобом Хоупом «Посторонним вход воспрещается» (1952)
В 1953 году Карнс исполнил небольшую роль сержанта в мелодраме военного времени «Отныне и во веки веков» (1953) с участием Берта Ланкастера и Монтгомери Клифта. Фильм завоевал восемь «Оскаров» и был номинирован ещё на пять. Карнс также сыграл капрала кавалерии в вестерне с Роком Хадсоном «Семинолы» (1953), и небольшую роль в фильме нуар с Эдвардом Робинсоном «Полиция нравов» (1953). До конца 1950-х годов фильмы Карнса были невысокого уровня, лучшими среди них были фантастическая лента «Путешественники к звёздам» (1954), вестерн «Дилижанс во Фьюри» (1956) и фильм нуар «Живи быстро, умри молодым» (1958), где он сыграл торговца краденым.
В 1960-е годы после детективного триллера «Страха больше нет» (1961) Карнс исполнил небольшую роль полицейского в комедийном экшне Стенли Крамера со Спенсером Трейси «Это безумный, безумный, безумный, безумный мир» (1963), а затем появился в детективной комедии с Роком Хадсоном «С завязанными глазами» (1965). В 1970-е годы последовали военная драма «Тора! Тора! Тора!» (1970), где Карнс был майором, криминально-политическая драма о покушении на Джона Кеннеди «Привести в исполнение» (1973) и политический триллер Стенли Крамера с Джином Хэкманом «Принцип домино» (1977).

## Карьера на телевидении
Как отмечено в некрологе актёра в газете «Лос-Анджелес Таймс», в 1950-е годы кинокарьера Карнса существенно затормозилась. Довоенные политические связи стоили ему карьеры в эпоху маккартизма. Некоторое время он был вынужден работать краснодеревщиком, изготавливая мебель по заказам многих кинозвёзд, с которыми успел познакомиться во время своей карьеры. Лишь в конце 1950-х годов с приходом телевидения Карнс смог вернуться к активной актёрской работе.
Карнс был одной из звёзд криминального телесериала «Годы беззакония» (1959—1961, 21 эпизод), где играл офицера полиции Макса Филдса, напарника главного героя Барни Рудицки (его сыграл Джеймс Грегори) . Действие сериала происходит в 1920-е годы в Нью-Йорке, где полиция ведёт борьбу с организованной преступностью.
Приблизительно в это же время Карнс сыграл помощника окружного прокурора Чамберлина в четырёх эпизодах судебного сериала «Перри Мейсон» (1960—1951) с Рэймондом Бёрром в заглавной роли. Позднее Карнс снова работал с Бёрром, сыграв разные роли в шести эпизодах детективного сериала «Айронсайд» (1967—1974). В конце 1970-х годов Карнс сыграл постоянную роль шерифа Кинга в четырёх эпизодах семейного детективного сериала «Братья Харди и Нэнси Дрю» (1977).
В общей сложности в 1950 по 1979 год Карнс сыграл на телевидении в 234 эпизодах 123 различных сериалов, а также в 14 телефильмах. Он, в частности, играл в таких популярных сериалах, как «Дневной спектакль» (1956, 7 эпизодов), «Театр Зейна Грея» (1956—1957, 2 эпизода), «Есть оружие — будут путешествия» (1957—1961, 6 эпизодов), «Альфред Хичкок представляет» (1957—1961, 5 эпизодов), «Дымок из ствола» (1957—1974, 11 эпизодов), «Караван повозок» (1958), «Люди в космосе» (1959), «Неприкасаемые» (1959—1963, 3 эпизода) и «Сыромятная плеть» (1959—1964, 2 эпизода). В 1960-е годы Карнс продолжал много играть на телевидении в таких сериалах, как «Питер Ганн»(1960), «Ричард Даймонд, частный детектив» (1960), «Бэт Мастерсон» (1960), «Истории Уэллс-Фарго» (1960—1962, 2 эпизода) «Гавайский детектив» (1961), «Сумеречная зона» (1961), «Доктор Килдэр» (1961—1965, 3 эпизода), «Шайенн» (1962), «Час Альфреда Хичкока» (1962—1964, 3 эпизода), «Бонанза» (1962—1971, 5 эпизодов), «Вригинец» (1964—1970, 4 эпизода), Шоу Энди Гриффита (1965), «Беглец» (1965—1966, 2 эпизода), «Большая долина» (1965—1967, 5 эпизодов), «Агенты А.Н.К.Л.» (1965—1967, 3 эпизода), «Миссия невыполнима» (1967) и «Мэнникс» (1967). Среди сериалов Карнса в 1970-е годы наиболее заметными были «Коломбо» (1972—1973, 2 эпизода), «Досье детектива Рокфорда» (1974—1976, 3 эпизода), «Улицы Сан-Франциско» (1975), «Кеннон» (1975), «Чёртова служба в госпитале МЭШ» (1975—1977, 2 эпизода), «Макклауд» (1976), «Женщина-полицейский» (1976), «Полицейская история» (1977—1978, 2 эпизода) и «Баретта» (1978)..

## Театральная карьера
Одной из наиболее успешных театральных работ Карнса был спектакль «Ты есть сейчас или Ты был когда-то», который рассказывал о том воздействии, которое Маккартизм оказал на индустрию развлечений. Карнс выступал с этим спектаклем в театрах Лос-Анджелеса и Вашингтона.

## Личная жизнь
Карнс был женат один раз. В 1941 году он женился на Дорис Карнс (англ. Doris Karnes), с которой прожил до своей смерти в 1979 году. У пары был один ребёнок.

## Смерть
Роберт Карнс умер 4 декабря 1979 года от сердечной недостаточности в своём доме в Шерман-Окс, Калифорния, в возрасте 62 лет.

## Фильмография
| Год         |     | Русское название                                       | Оригинальное название                           | Роль                                                                        |
| ----------- | --- | ------------------------------------------------------ | ----------------------------------------------- | --------------------------------------------------------------------------- |
| 1946        | ф   | Лучшие годы нашей жизни                                | The Best Years of Our Lives                     | сержант-техник (в титрах не указан)                                         |
| 1946        | ф   | Бамбуковая блондинка                                   | The Bamboo Blonde                               | посетитель ночного клуба (в титрах не указан)                               |
| 1947        | ф   | Капитан из Кастильи                                    | Captain from Castile                            | Мануэль Перес (в титрах не указан)                                          |
| 1947        | ф   | Дэйзи Кеньон                                           | Daisy Kenyon                                    | Джек, помощник адвоката Дэна (в титрах не указан)                           |
| 1947        | ф   | Джентльменское соглашение                              | Gentleman's Agreement                           | первый бывший военнослужащий в ресторане (в титрах не указан)               |
| 1947        | ф   | Поцелуй смерти                                         | Kiss of Death                                   | подручный Томми (в титрах не указан)                                        |
| 1947        | ф   | Чудо на 34-й улице                                     | Miracle on 34th Street                          | второй интерн «Беллевю» (в титрах не указан)                                |
| 1947        | ф   | Аллея кошмаров                                         | Nightmare Alley                                 | Джо (в титрах не указан)                                                    |
| 1948        | ф   | Придорожное заведение                                  | Road House                                      | Майк                                                                        |
| 1948        | ф   | Скудда-у! Скудда-эй!                                   | Scudda Hoo! Scudda Hay!                         | Стретч Домини                                                               |
| 1948        | ф   | Звонить Нортсайд 777                                   | Call Northside 777                              | Пит (в титрах не указан)                                                    |
| 1948        | ф   | Плач большого города                                   | Cry of the City                                 | интерн (в титрах не указан)                                                 |
| 1948        | ф   | Удача ирландца                                         | The Luck of the Irish                           | репортёр (в титрах не указан)                                               |
| 1948        | ф   | Улица без названия                                     | The Street with No Name                         | Дэвид Дженнингс (в титрах не указан)                                        |
| 1948        | ф   | Такой восхитительный порыв                             | That Wonderful Urge                             | водитель грузовика в кафе (в титрах не указан)                              |
| 1948        | ф   | Когда моя крошка улыбается мне                         | When My Baby Smiles at Me                       | дежурный (в титрах не указан)                                               |
| 1949        | ф   | Попавший в ловушку                                     | Trapped                                         | агент Фред Форман                                                           |
| 1949        | ф   | Вся королевская рать                                   | All the King's Men                              | законодатель (в титрах не указан)                                           |
| 1950        | ф   | Кольт сорок пятого калибра                             | Colt .45                                        | подручный (в титрах не указан)                                              |
| 1950        | ф   | Холмы в Оклахоме                                       | Hills of Oklahoma                               | Брок Стивенс                                                                |
| 1950        | ф   | Распрощайся с завтрашним днем                          | Kiss Tomorrow Goodbye                           | детектив Грей                                                               |
| 1950        | ф   | Три мужа                                               | Three Husbands                                  | Кеннет Уиттакер                                                             |
| 1950        | ф   | Край гибели                                            | Edge of Doom                                    | Джордж, священник (в титрах не указан)                                      |
| 1950        | с   | Внутренний детектив                                    | Inside Detective                                | инспектор полиции Рокки Кинг (1 эпизод)                                     |
| 1951        | ф   | Согласно миссис Хойл                                   | According to Mrs. Hoyle                         | Гарри «Чип» Роган                                                           |
| 1951        | ф   | Каза Маньяна                                           | Casa Manana                                     | Хорас Фейрчайлд III                                                         |
| 1951        | ф   | Он бежал всю дорогу                                    | He Ran All the Way                              | лейтенант полиции                                                           |
| 1951        | ф   | Обоз из Юты                                            | Utah Wagon Train                                | Джек Скалли                                                                 |
| 1951        | ф   | Сражающаяся Береговая охрана                           | Fighting Coast Guard                            | патрульный на берегу (в титрах не указан)                                   |
| 1951        | ф   | Разбойник                                              | The Highwayman                                  | британский солдат (в титрах не указан)                                      |
| 1951        | ф   | В стенах тюрьмы Фолсом                                 | Inside the Walls of Folsom Prison               | Эд (в титрах не указан)                                                     |
| 1951        | ф   | Со звёздами на борту                                   | Starlift                                        | лейтенант (в титрах не указан)                                              |
| 1951        | ф   | Далёкая синяя высь                                     | The Wild Blue Yonder                            | второй пилот (в титрах не указан)                                           |
| 1951        | с   | Звёзды над Голливудом                                  | Stars Over Hollywood                            | (1 эпизод)                                                                  |
| 1951        | с   | Время голливудского театра                             | Hollywood Theatre Time                          | (1 эпизод)                                                                  |
| 1951        | с   | Отряд по борьбе с рэкетом                              | Racket Squad                                    | Джим Дейли (1 эпизод)                                                       |
| 1952        | ф   | Родео                                                  | Rodeo                                           | Чарли Оленик                                                                |
| 1952        | ф   | Буря над Тибетом                                       | Storm Over Tibet                                | радиооператор                                                               |
| 1952        | ф   | Попрыгунчик                                            | Jumping Jacks                                   | офицер штаба (в титрах не указан)                                           |
| 1952        | ф   | Кредитная акула                                        | Loan Shark                                      | лейтенант полиции (в титрах не указан)                                      |
| 1952        | ф   | Пленники болот                                         | Lure of the Wilderness                          | Джек Доран (в титрах не указан)                                             |
| 1952        | ф   | Экспресс «Красный шар»                                 | Red Ball Express                                | капитан-инженер (в титрах не указан)                                        |
| 1952        | ф   | Стальной город                                         | Steel Town                                      | интерн (в титрах не указан)                                                 |
| 1952        | ф   | Посторонним вход воспрещается                          | Off Limits                                      | первый репортёр (в титрах не указан)                                        |
| 1952        | с   | Рикошет                                                | Rebound                                         | офицер Дэвис (1 эпизод)                                                     |
| 1952        | с   | Борцы с бандами                                        | Gang Busters                                    | игрок в карты (1 эпизод, в титрах не указан)                                |
| 1952        | с   | Театр «Шеврон»                                         | Chevron Theatre                                 | (1 эпизод)                                                                  |
| 1953        | ф   | Проект «Лунная база»                                   | Project Moon Base                               | Сэм                                                                         |
| 1953        | ф   | Отныне и во веки веков                                 | From Here to Eternity                           | сержант Терп Торнхилл (в титрах не указан)                                  |
| 1953        | ф   | Семинолы                                               | Seminole                                        | капрал (в титрах не указан)                                                 |
| 1953        | ф   | Полиция нравов                                         | Vice Squad                                      | Лу (в титрах не указан)                                                     |
| 1953        | с   | Закон - это я                                          | I'm the Law                                     | бармен (1 эпизод)                                                           |
| 1954        | с   | Шоу Эбботта и Костелло                                 | The Abbott and Costello Show                    | Джонс, человек с цветочным горшком (1 эпизод)                               |
| 1954        | с   | Истории века                                           | Stories of the Century                          | констебль Сэлман (1 эпизод)                                                 |
| 1954        | ф   | Путешественники к звёздам                              | Riders to the Stars                             | Уолтер Гордон                                                               |
| 1955        | с   | Вы — там                                               | You Are There                                   | разные роли (2 эпизода)                                                     |
| 1955        | с   | Серебряная звезда                                      | The Silver Star                                 | Уорд Блит (1 эпизод)                                                        |
| 1955        | с   | Приключения Сокола                                     | Adventures of the Falcon                        | Пук (1 эпизод)                                                              |
| 1955        | с   | Театр «Корона» с Глорией Свансон                       | Crown Theatre with Gloria Swanson               | шериф (1 эпизод)                                                            |
| 1956        | ф   | Дилижанс во Фьюри                                      | Stagecoach to Fury                              | Тэлбот                                                                      |
| 1956        | с   | Театр звезд «Шлитца»                                   | Schlitz Playhouse of Stars                      | детектив (1 эпизод)                                                         |
| 1956        | с   | Дневной спектакль                                      | Matinee Theatre                                 | разные роли (7 эпизодов)                                                    |
| 1956—1957   | с   | Театр Зейна Грея                                       | Zane Grey Theater                               | разные роли (2 эпизода)                                                     |
| 1956 —1957  | с   | Кавалькада Америки                                     | Cavalcade of America                            | разные роли (3 эпизода)                                                     |
| 1957        | ф   | Губители леса                                          | Spoilers of the Forest                          | водитель (в титрах не указан)                                               |
| 1957        | с   | Телефонное время                                       | Telephone Time                                  | доктор (1 эпизод)                                                           |
| 1957        | с   | Досье Уолтера Уинчелла                                 | The Walter Winchell File                        | Харкави (1 эпизод)                                                          |
| 1957        | с   | Преследование                                          | Trackdown                                       | Малколм Харс (1 эпизод)                                                     |
| 1957        | с   | Театр О. Генри                                         | The O. Henry Playhouse                          | разные роли (3 эпизода)                                                     |
| 1957—1958   | с   | Молчащая служба                                        | The Silent Service                              | разные роли (2 эпизода)                                                     |
| 1957—1961   | с   | Альфред Хичкок представляет                            | Alfred Hitchcock Presents                       | разные роли (5 эпизодов)                                                    |
| 1957—1961   | с   | Есть оружие — будут путешествия                        | Have Gun - Will Travel                          | разные роли (6 эпизодов)                                                    |
| 1957—1974   | с   | Дымок из ствола                                        | Gunsmoke                                        | разные роли (11 эпизодов)                                                   |
| 1958        | ф   | Получеловек: История отвратительного Снежного человека | Half Human: The Story of the Abominable Snowman | профессор Алан Темплтон                                                     |
| 1958        | ф   | Живи быстро, умри молодым                              | Live Fast, Die Young                            | Томми «Таббс» Томпсон                                                       |
| 1958        | тф  | Привет, бабуля!                                        | Hi, Grandma!                                    |                                                                             |
| 1958        | с   | Сломанная стрела                                       | Broken Arrow                                    | лейтенант Хавьер (1 эпизод)                                                 |
| 1958        | с   | Сапоги и сёдла                                         | Boots and Saddles                               | солдат Джесси (1 эпизод)                                                    |
| 1958        | с   | Калифорнийцы                                           | The Californians                                | разные роли (2 эпизода)                                                     |
| 1958        | с   | Караван повозок                                        | Wagon Train                                     | Люк (1 эпизод)                                                              |
| 1958        | с   | Человек без оружия                                     | Man Without a Gun                               | Джонас (1 эпизод)                                                           |
| 1958        | с   | Рейс                                                   | Flight                                          | разные роли (2 эпизода)                                                     |
| 1958        | с   | Приграничный доктор                                    | Frontier Doctor                                 | маршал Данэм (1 эпизод)                                                     |
| 1958—1959   | с   | Фьюри                                                  | Fury                                            | разные роли (2 эпизода)                                                     |
| 1958—1961   | с   | Перри Мейсон                                           | Perry Mason                                     | помощник окружного прокурора Виктор Чемберлин (5 эпизодов)                  |
| 1959        | с   | Команда М                                              | M Squad                                         | Гарри Конклин (1 эпизод)                                                    |
| 1959        | с   | Рейдеры Маккензи                                       | Mackenzie's Raiders                             | Дакота Смит (1 эпизод)                                                      |
| 1959        | с   | Техасец                                                | The Texan                                       | Уолт (1 эпизод)                                                             |
| 1959        | с   | Человек и вызов                                        | The Man and the Challenge                       | Хендерсон (1 эпизод)                                                        |
| 1959        | с   | 26 мужчин                                              | 26 Men                                          | Джордж Мартин (1 эпизод)                                                    |
| 1959        | с   | Люди в космосе                                         | Men Into Space                                  | капитан Сай Роббинс (1 эпизод)                                              |
| 1959 —1961  | с   | Годы беззакония                                        | The Lawless Years                               | Макс Филдс (21 эпизод)                                                      |
| 1959—1961   | с   | Морская охота                                          | Sea Hunt                                        | разные роли (3 эпизода)                                                     |
| 1959— 1963  | с   | Неприкасаемые                                          | The Untouchables                                | разные роли (3 эпизода)                                                     |
| 1959 —1964  | с   | Сыромятная плеть                                       | Rawhide                                         | разные роли (2 эпизода)                                                     |
| 1960        | ф   | Слишком рано для любви                                 | Too Soon to Love                                |                                                                             |
| 1960        | ф   | Пять стволов в Тумстоун                                | Five Guns to Tombstone                          | Мэтт Уэйд                                                                   |
| 1960        | с   | Питер Ганн                                             | Peter Gunn                                      | охранник Роджерс (1 эпизод)                                                 |
| 1960        | с   | Бэт Мастерсон                                          | Bat Masterson                                   | разные роли (2 эпизода)                                                     |
| 1960        | с   | Помощник шерифа                                        | The Deputy                                      | Сэм Нельсон (1 эпизод)                                                      |
| 1960        | с   | Ричард Даймонд, частный детектив                       | Richard Diamond, Private Detective              | Джек (1 эпизод)                                                             |
| 1960        | с   | Спасение 8                                             | Rescue 8                                        | Лидс (1 эпизод)                                                             |
| 1960        | с   | Этот человек Доусон                                    | This Man Dawson                                 | Барни Дуган (1 эпизод)                                                      |
| 1960        | с   | Диснейленд                                             | Disneyland                                      | разные роли (2 эпизода, в титрах не указан)                                 |
| 1960—1961   | с   | Семья Маккой                                           | The Real McCoys                                 | разные роли (3 эпизода)                                                     |
| 1960 —1962  | с   | Истории Уэллс-Фарго                                    | Tales of Wells Fargo                            | разные роли (2 эпизода)                                                     |
| 1961        | ф   | Страха больше нет                                      | Fear No More                                    | Джо Брейди                                                                  |
| 1961        | кор | Анатомия инцидента                                     | Anatomy of an Accident                          | Вуди                                                                        |
| 1961        | ф   | Квартира холостяка                                     | Bachelor Flat                                   | офицер полиции (в титрах не указан)                                         |
| 1961        | с   | Гавайский детектив                                     | Hawaiian Eye                                    | Уолтер Крол (1 эпизод)                                                      |
| 1961        | с   | Сумеречная зона                                        | The Twilight Zone                               | Роббинс (1 эпизод)                                                          |
| 1961        | с   | Харриган и сын                                         | Harrigan and Son                                | Фрэнк Коул (1 эпизод)                                                       |
| 1961        | с   | Клондайк                                               | Klondike                                        | Джек Уэллс (1 эпизод)                                                       |
| 1961        | с   | Вне закона                                             | Outlaws                                         | Джерри Беттс (1 эпизод)                                                     |
| 1961        | с   | Сотня Кейна                                            | Cain's Hundred                                  | Джон Харли (2 эпизода)                                                      |
| 1961        | с   | Американцы                                             | The Americans                                   | генерал (1 эпизод)                                                          |
| 1961 —1962  | с   | Детективы                                              | The Detectives                                  | разные роли (2 эпизода)                                                     |
| 1961— 1965  | с   | Доктор Килдэр                                          | Dr. Kildare                                     | разные роли (3 эпизода)                                                     |
| 1962        | ф   | Борцы с преступностью                                  | The Crimebusters                                | Джон Херли (хроника)                                                        |
| 1962        | с   | Шайенн                                                 | Cheyenne                                        | Мэтт Уолш (1 эпизод)                                                        |
| 1962        | с   | Новое поколение                                        | The New Breed                                   | Фред Клинтон (1 эпизод)                                                     |
| 1962        | с   | Болота                                                 | Everglades!                                     | лейтенант Том Сондерс (1 эпизод)                                            |
| 1962        | с   | Одиннадцатый час                                       | The Eleventh Hour                               | юрист (1 эпизод)                                                            |
| 1962        | с   | Парашют                                                | Ripcord                                         | Сэм Пэттон (1 эпизод)                                                       |
| 1962        | с   | Шах и мат                                              | Checkmate                                       | лейтенант Марч (1 эпизод)                                                   |
| 1962—1964   | с   | Час Альфреда Хичкока                                   | The Alfred Hitchcock Hour                       | разные роли (3 эпизода)                                                     |
| 1962 — 1971 | с   | Бонанза                                                | Bonanza                                         | разные роли (5 эпизодов)                                                    |
| 1963        | ф   | Это безумный, безумный, безумный, безумный мир         | It's a Mad Mad Mad Mad World                    | офицер Сэмми (в титрах не указан)                                           |
| 1963        | с   | Три моих сына                                          | My Three Sons                                   | Марли (1 эпизод)                                                            |
| 1963        | с   | Шоу Дика Пауэлла                                       | The Dick Powell Show                            | (1 эпизод)                                                                  |
| 1963        | с   | Мистер Новак                                           | Mr. Novak                                       | Марк Мэттсон (1 эпизод)                                                     |
| 1963        | с   | Третий человек                                         | The Third Man                                   | Эрик Поттер (1 эпизод)                                                      |
| 1964        | ф   | Винтовки апачей                                        | Apache Rifles                                   | шериф                                                                       |
| 1964        | с   | Гриндл                                                 | Grindl                                          | детектив Гровер (1 эпизод)                                                  |
| 1964        | с   | Лейтенант                                              | The Lieutenant                                  | подполковник А. Джей Виларди (1 эпизод)                                     |
| 1964— 1970  | с   | Виргинец                                               | The Virginian                                   | разные роли (4 эпизода)                                                     |
| 1965        | ф   | С завязанными глазами                                  | Blindfold                                       | полковник Национальной службы безопасности на телефоне (в титрах не указан) |
| 1965        | ф   | Один шпион — это слишком много                         | One Spy Too Many                                | полковник Хоукс (хроника)                                                   |
| 1965        | с   | Шоу Энди Гриффита                                      | The Andy Griffith Show                          | Джек (1 эпизод)                                                             |
| 1965        | с   | Бен Кэйси                                              | Ben Casey                                       | Джонс (1 эпизод)                                                            |
| 1965        | с   | Люди Слэттери                                          | Slattery's People                               | Уилсон (1 эпизод)                                                           |
| 1965—1966   | с   | Беглец                                                 | The Fugitive                                    | разные роли (2 эпизода)                                                     |
| 1965—1967   | с   | Агенты А.Н.К.Л.                                        | The Man from U.N.C.L.E.                         | разные роли (3 эпизода)                                                     |
| 1965 —1967  | с   | Большая долина                                         | The Big Valley                                  | разные роли (5 эпизодов)                                                    |
| 1966        | кор | Рассвет победы                                         | Dawn of Victory                                 | Питер                                                                       |
| 1967        | с   | Дни в Долине смерти                                    | Death Valley Days                               | Брэндон (1 эпизод)                                                          |
| 1967        | с   | Миссия невыполнима                                     | Mission: Impossible                             | доктор Оуэн Зиберт (1 эпизод)                                               |
| 1967        | с   | Симмарон Стрип                                         | Cimarron Strip                                  | Барт Хазлетт (1 эпизод)                                                     |
| 1967 —1974  | с   | Айронсайд                                              | Ironside                                        | разные роли (6 эпизодов)                                                    |
| 1967        | с   | Менникс                                                | Mannix                                          | Уолтер Дрейк (1 эпизод)                                                     |
| 1967—1968   | с   | Оружие Уилла Соннетта                                  | The Guns of Will Sonnett                        | разные роли (2 эпизода)                                                     |
| 1968        | ф   | Шпионы на вертолетах                                   | The Helicopter Spies                            | капитан корабля (хроника)                                                   |
| 1968        | с   | Защитник Джадд                                         | Judd for the Defense                            | сержант Эдвард Кэрис (1 эпизод)                                             |
| 1968        | с   | Интуиция                                               | Insight                                         | Ричард (1 эпизод)                                                           |
| 1969        | тф  | Банда стариков                                         | The Over-the-Hill Gang                          | шериф                                                                       |
| 1969        | ф   | Чарро                                                  | Charro!                                         | Харви, бармен (в титрах не указан)                                          |
| 1969        | с   | Изгой                                                  | The Outsider                                    | Макс (1 эпизод)                                                             |
| 1969—1970   | с   | Суть дела                                              | The Name of the Game                            | разные роли (2 эпизода)                                                     |
| 1970        | ф   | Тора! Тора! Тора!                                      | Tora! Tora! Tora!                               | майор Джон Х. Диллон, помощник Нокса (в титрах не указан)                   |
| 1970        | с   | Отряд «Стиляги»                                        | The Mod Squad                                   | шериф (1 эпизод)                                                            |
| 1970        | с   | Шоу Билла Косби                                        | The Bill Cosby Show                             | мистер Робертс (1 эпизод)                                                   |
| 1970        | с   | Смелые: Сенатор                                        | The Bold Ones: The Senator                      | третий репортёр (1 эпизод)                                                  |
| 1970        | с   | Международный аэропорт Сан-Франциско                   | San Francisco International Airport             | (1 эпизод)                                                                  |
| 1971        | тф  | Провал Рэймонда                                        | The Failing of Raymond                          | редактор городских новостей                                                 |
| 1971        | тф  | Упряжь                                                 | The Harness                                     | Эдгар Чаппел                                                                |
| 1971        | тф  | После венца                                            | Hitched                                         | шериф                                                                       |
| 1971        | с   | Ночная галерея                                         | Night Gallery                                   | шериф Льюис (1 эпизод)                                                      |
| 1972        | тф  | Коломбо: Смерть в оранжерее                            | Columbo: The Greenhouse Jungle                  | Гровер                                                                      |
| 1972        | ф   | Стеклянные дома                                        | Glass Houses                                    |                                                                             |
| 1972        | тф  | Пугало                                                 | The Scarecrow                                   | священник Додж                                                              |
| 1973        | тф  | Коломбо: Кандидат на убийство                          | Columbo: Candidate for Crime                    | сержант Вернон                                                              |
| 1973        | ф   | Привести в исполнение                                  | Executive Action                                | мужчина на стрельбище                                                       |
| 1973        | тф  | Деньги для сожжения                                    | Money to Burn                                   | лидер команды                                                               |
| 1973        | с   | Оуэн Маршалл, адвокат                                  | Owen Marshall, Counselor at Law                 | пьяница (1 эпизод)                                                          |
| 1973        | с   | Кунг-фу                                                | Kung Fu                                         | Паркс (1 эпизод)                                                            |
| 1973        | с   | Уолтоны                                                | The Waltons                                     | мистер Моффат (1 эпизод)                                                    |
| 1973        | с   | Новобранцы                                             | The Rookies                                     | сержант Олдер (1 эпизод)                                                    |
| 1974        | ф   | Дело об изнасиловании                                  | A Case of Rape                                  | судья                                                                       |
| 1974        | с   | Колчак: Ночной охотник                                 | Kolchak: The Night Stalker                      | офицер Томас (1 эпизод)                                                     |
| 1974—1976   | с   | Досье детектива Рокфорда                               | The Rockford Files                              | разные роли (3 эпизода)                                                     |
| 1974—1978   | с   | Критическое положение!                                 | Emergency!                                      | разные роли (4 эпизода)                                                     |
| 1975        | ф   | Человек снаружи                                        | Man on the Outside                              | сержант                                                                     |
| 1975        | с   | Кеннон                                                 | Cannon                                          | Джозеф Мэтьюз (1 эпизод)                                                    |
| 1975        | с   | Дайте Кристи любви!                                    | Get Christie Love!                              | Бёртон (1 эпизод)                                                           |
| 1975 — 1978 | с   | Чертова служба в госпитале МЭШ                         | M*A*S*H                                         | разные роли (2 эпизода)                                                     |
| 1976        | ф   | Гейбл и Ломбард                                        | Gable and Lombard                               | режиссёр Гейбла                                                             |
| 1976        | тф  | Возвращение на Землю                                   | Return to Earth                                 |                                                                             |
| 1976        | с   | Макклауд                                               | McCloud                                         | Мэтт (1 эпизод)                                                             |
| 1976        | с   | Улицы Сан Франциско                                    | The Streets of San Francisco                    | сержант Дейв Пэкстон (1 эпизод)                                             |
| 1976        | с   | Женщина-полицейский                                    | Police Woman                                    | лейтенант Прюитт (1 эпизод)                                                 |
| 1976        | с   | Менялы                                                 | Arthur Hailey's the Moneychangers               | Бёрнсайд (1 эпизод)                                                         |
| 1976        | с   | Особо опасен                                           | Most Wanted                                     | мистер Клейтон (1 эпизод)                                                   |
| 1976        | с   | Путь в Орегон                                          | The Oregon Trail                                | Хэтчер (1 эпизод)                                                           |
| 1977        | ф   | Билли Джек едет в Вашингтон                            | Billy Jack Goes to Washington                   | помощник Бейли                                                              |
| 1977        | ф   | Принцип домино                                         | The Domino Principle                            | Лефти (в титрах не указан)                                                  |
| 1977        | тф  | Элинор и Франклин: Годы в Белом доме                   | Eleanor and Franklin: The White House Years     | судья Фуллер                                                                |
| 1977        | с   | Братья Харди и Нэнси Дрю                               | The Hardy Boys/Nancy Drew Mysteries             | шериф Кинг (4 эпизода)                                                      |
| 1977—1978   | с   | Полицейская история                                    | Police Story                                    | разные роли (2 эпизода)                                                     |
| 1978        | тф  | Мастер клонов                                          | The Clone Master                                | Транкус                                                                     |
| 1978        | с   | Человек на шесть миллионов долларов                    | The Six Million Dollar Man                      | капитан пожарных (1 эпизод)                                                 |
| 1978        | с   | Баретта                                                | Baretta                                         | Джек (1 эпизод)                                                             |
| 1978        | с   | Завоевание Запада                                      | How the West Was Won                            | мистер Стоун (2 эпизода)                                                    |
| 1979        | тф  | Последняя поездка Далтона Ганга                        | The Last Ride of the Dalton Gang                | игрок в покер                                                               |
| 1979        | с   | Ангелы Чарли                                           | Charlie's Angels                                | Гордон Сэндерс (1 эпизод)                                                   |
| 1979        | с   | Специальная программа ABC на выходные                  | ABC Weekend Specials                            | горожанин (1 эпизод)                                                        |
| 1979        | с   | Суперпоезд                                             | Supertrain                                      | Мартин (1 эпизод)                                                           |
| 1979        | с   | Бенсон                                                 | Benson                                          | мистер Келлер (1 эпизод)                                                    |
| 1980        | тф  | Боги                                                   | Bogie                                           | игрок в шахматы                                                             |